# Коллинз, Эдвард Тричер
Эдвард Тричер Коллинз (1862—1932) — английский хирург и офтальмолог. Наиболее известен тем, что описал синдром Тричера Коллинза. Всемирное признание Коллинзу принесла работа Researches into the Anatomy and Pathology of the Eye (1896).

## Биография
Начал свое образование в Университетском колледже Лондона. Специализироваться в офтальмологии решил под влиянием старшего брата, сэра Уильяма Коллинза.
Для прохождения стажировки он отправился в глазную больницу Мурфилдса, где оставался преподавателем в течение следующих 48 лет. Кульминацией его работы стала публикация «Исследования по анатомии и патологии глаза» (Researches into the Anatomy and Pathology of the Eye; 1896), которая принесла ему всемирное признание.
Скончался 13 декабря 1932 года и похоронен в семейной могиле на западной стороне Хайгейтского кладбища.